# Betsy Palmer
Pour les articles homonymes, voir Palmer.
Betsy Palmer est une actrice américaine née le 1er novembre 1926 à East Chicago (Indiana) et morte le 29 mai 2015 à Danbury (Connecticut).

## Biographie
Betsy Palmer a beaucoup travaillé à la télévision dans les années 1950-1960, et reste célèbre pour le rôle de Pamela Voorhees dans le film Vendredi 13 (1980) de Sean S. Cunningham.

## Filmographie

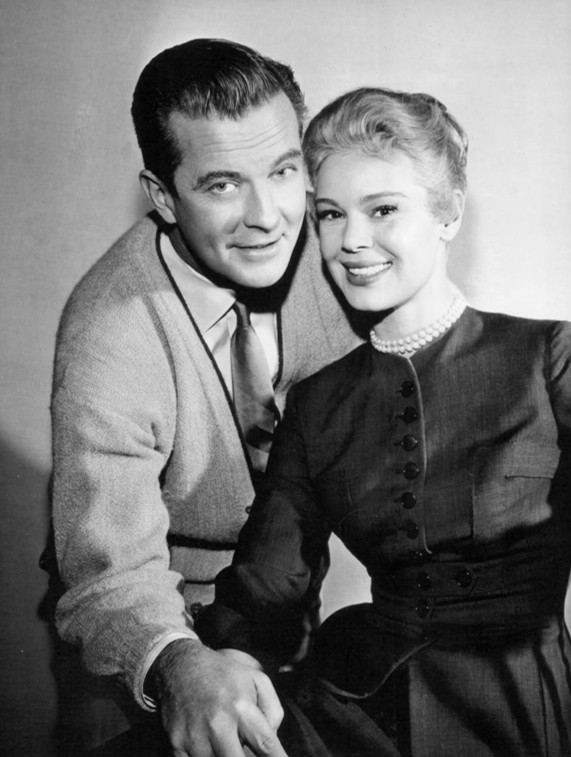
Besty Palmer aux côtés de William Lundigan en 1958 pour l'émission de télévision Playhouse 90.

### Cinéma
- 1955 : Ce n'est qu'un au revoir (The Long Gray Line) : Kitty Carter
- 1955 : Death Tide : Gloria
- 1955 : Permission jusqu'à l'aube (Mister Roberts) : Lt. Ann Girard
- 1955 : Queen Bee : Carol Lee Phillips
- 1957 : Du sang dans le désert (The Tin Star) : Nona Mayfield
- 1958 : Dans les griffes du gang (The True Story of Lynn Stuart) : Phyllis Carter aka Lynn Stuart
- 1959 : La Colère du juste (The Last Angry Man), de Daniel Mann : Anna Thrasher
- 1980 : Vendredi 13 (Friday the 13th) : Mrs. Pamela Voorhees
- 1981 : Le Tueur du vendredi (Friday the 13th part 2) : Mrs Pamela Voorhees
- 1994 : Unveiled : Eva
- 1999 : The Fear: Resurrection : Mams
- 2005 : Penny Dreadful : Trudie Tredwell
- 2006 : Waltzing Anna : Anna Rhoades
- 2007 : Bell Witch: The Movie (en) : Bell Witch

### Télévision
- 1951 : Miss Susan (Série TV) (5 épisodes) : Kitty Duval
- 1953 : Omnibus (Série TV) (1 épisode)
- 1953 : Jimmy Hughes, Rookie Cop (Série TV) (1 épisode)
- 1953 : Danger (Série TV) (1 épisode) : Netta
- 1953 : Campbell Playhouse (Série TV) (1 épisode)
- 1953 : Armstrong Circle Theatre (Série TV) (3 épisodes) (1953-1955)
- 1953 : The Philco Television Playhouse (Série TV) (4 épisodes) : Virginia / Janice Gans (1953-1956)
- 1953 : Studio One (Série TV) (8 épisodes) : Ann Meade / Edith Olmstead / Mimi / Maureen Drew (1953-1957)
- 1954 : Inner Sanctum (Série TV) (1 épisode) : Karen
- 1954 : Goodyear Television Playhouse (en) (Série TV) (6 épisodes) : Paula Ferris (1954-1957)
- 1955 : Appointment with Adventure (Série TV) (2 épisodes) : Gale Brewster
- 1956 : Front Row Center (Série TV) (1 épisode) : Emily
- 1956 : Kraft Television Theatre (Série TV) (3 épisodes)
- 1956 : Climax! (Série TV) (3 épisodes) : Connie Rankin Hill
- 1957 : The Alcoa Hour (Série TV) (1 épisode) : Ann Fenn
- 1958 : Playhouse 90 (Série TV) : Kitty Duval
- 1959 : The Ballad of Louie the Louse (TV) : Tina Adams
- 1959 : Sunday Showcase (Série TV) (1 épisode) : Catherine Miller
- 1959 : Our American Heritage (Série TV) (1 épisode) : Catherine Miller
- 1968 : A Punt, a Pass, and a Prayer (TV) : Nancy
- 1980 : Number 96 (Série TV) (1 épisode) : Maureen Galloway
- 1981 : Le Choix d'Isabelle (Isabel's Choice) (TV) : Ellie Fineman
- 1982 : As the World Turns (Série TV) (1 épisode) : Suzanne Becker
- 1982 : La croisière s'amuse (Série TV) (1 épisode) : Millicent Holton
- 1982 : Maggie (Série TV) (1 épisode) : Virginia Sullivan
- 1983 : Hooker (Série TV) (1 épisode) : Anne Armstrong
- 1987 : Charles s'en charge (Série TV) (1 épisode) : Gloria
- 1987 : Newhart (Série TV) (1 épisode) : Gayle Crowley
- 1987 : Loin de ce monde (Série TV) (2 épisodes) : La mère de Donna
- 1988 : Mission danger à Bucarest (Windmills of the Gods) (mini-série) (2 épisodes) : Mrs. Hart Brisbane
- 1988 : Goddess of Love (TV) : Hera
- 1988 à 1992 Knots Landing (Côte Ouest) (29 épisodes) : Virginia Bullock
- 1989 : Arabesque (série télévisée) : Valerie
- 1991 : Columbo - Meurtre au champagne (Columbo: Death Hits the Jackpot) (TV) : Martha Lamarr
- 1992 : Deep Dish TV (TV)
- 1992 : Still Not Quite Human (TV) : Aunt Mildred